# Vincent Starrett
Charles Vincent Emerson Starrett (Toronto, 26 ottobre 1886 – Chicago, 5 gennaio 1974) è stato uno scrittore e giornalista statunitense.

## Biografia
Starrett nacque a Toronto, in Canada, in un appartamento sopra la libreria di proprietà di suo nonno (circostanza che si riflette nel titolo della sua autobiografia Born in a bookshop). Suo padre alla fine del 1890 trasferì la famiglia a Chicago  dove Starrett frequentò la John Marshall High School. 
Starrett trovò un lavoro come reporter nel 1905, e successivamente, due anni più tardi, iniziò a lavorare per il Chicago Daily News, dapprima come cronista di cronaca nera e in seguito come corrispondente di guerra in Messico nel 1914 (fino al 1915).
Nel 1920 Starrett scrisse il suo primo racconto, intitolato The Adventure of the Unique Hamlet (tradotto in italiano come L'"Amleto" unico). In questa storia, un pastiche, il protagonista è  Sherlock Holmes, al quale spetterà il compito di scoprire chi ha rubato l'unico, preziosissimo volume in quarto dell'Amleto di William Shakespeare, risalente al 1604.
Starrett iniziò la sua carriera di scrittore del mistero e di gialli dopo il 1920. Il suo personaggio principale, nelle storie pubblicate su diverse riviste pulp e in alcuni romanzi, fu l'investigatore privato Jimmie Lavender. Il nome del detective era quello di un lanciatore della squadra di baseball dei Chicago Cubs; Starrett scrisse al giocatore, chiedendogli il permesso di usare il suo nome, permesso che venne concesso.
Il suo libro più famoso è La vita privata di Sherlock Holmes, una raccolta di saggi e articoli sul famoso detective, pubblicata nel 1933. L'anno successivo Starrett fu presente alla cena di fondazione dei Baker Street Irregulars.
Starrett tenne per 25 anni di seguito, fino a quando andò in pensione nel 1967, un'influente rubrica letteraria, dal titolo "Books Alive," per il Chicago Tribune. 
Tra le altre sue opere rientrano alcune storie horror e fantasy pubblicate sulla rivista Weird Tales, e poesie, raccolte nell'antologia Autolycus in Limbo (1943).

## Filmografia
- Wanted: A Coward (1927), regia di Roy Clements - sceneggiatore
- The Great Hotel Murder (1935), regia di Eugene Forde, con Edmund Lowe - soggetto (tratto dal romanzo Recipe for Murder)[5]